# Kanamaré
El kanamaré (canamirim, canamary) és una llengua extingida (o una varietat de yine) de la família lingüistica arawak parlada al riu Iaco, um afluent dwl riu Purus (von Spix 1819).

## Vocabulari
Aquesta és una mostra de vocabulari kanamaré (flora, fauna i artefactes culturals) recollit per von Spix (Martius 1863: 235-236) el 1819, a "l'oest de la boca del Juruá":
| Português               | Canamare           |
| ----------------------- | ------------------ |
| peresa                  | tʃritu             |
| capibara                | hypetu             |
| Dasyprocta              | peʃiry             |
| Esciúrids               | jupitiry           |
| Tapir amazònic          | nujeʃuata          |
| Pècari de collar        | merity             |
| Cérvol                  | ʃutery             |
| jaguar                  | saxüery, axity     |
| puma                    | tibalixe           |
| guariba                 | kaina              |
| mona aranya             | matʃira            |
| sapajus                 | zykoty             |
| caiarara (zogue-zogue?) | koaʃi              |
| parauacu                | hɨrry              |
| ànec                    | katʃipatalery      |
| mutum                   | maʃo               |
| mutum                   | piury              |
| cujubim                 | kanaly             |
| urubu                   | matjuly            |
| urubu                   | hetʃira            |
| guacamai                | ʃura               |
| guacamai                | puhleta            |
| periquito               | tʃirito            |
| papagai                 | wauwatu            |
| Aramides                | koery              |
| Trogoniformes           | jumaku             |
| camaleó                 | karau              |
| Lachesis muta           | mutuʃy             |
| Xiphosoma araramboya    | ʃüraly             |
| Eunectes                | nuzuzai            |
| Bothrops                | apuʃürüpje         |
| cobra paranamboya       | herotue            |
| Al·ligatòrids           | ʃiuʃery / mamipiry |
| tartaruga               | sepɨry             |
| Podocnemis unifilis     | mamalu             |
| gripau                  | kamuku             |
| peix                    | ʃima               |
| surubim                 | saiete             |
| Cichla                  | kamueru            |
| Crenicichla             | pezuhly            |
| piranya                 | humah              |
| Piaractus brachypomus   | kapupiry           |
| Colossoma macropomum    | hamaxiry           |
| Ceratopogònids          | ʃueh               |
| camallarga comú         | haniu              |
| paparra                 | kasi               |
| Cargol poma acanalat    | hüsua              |
| ostra                   | saluta             |
| Planta enfiladissa      | hapy               |
| sarsaparrella           | kanyspiritüʃy      |
| cacau                   | koaka              |
| curare                  | aikabia            |
| Hura crepitans          | esu                |
| mandioca                | kanury             |
| mill                    | ʃiʃy               |
| banana                  | panapɨ             |